# Бзов

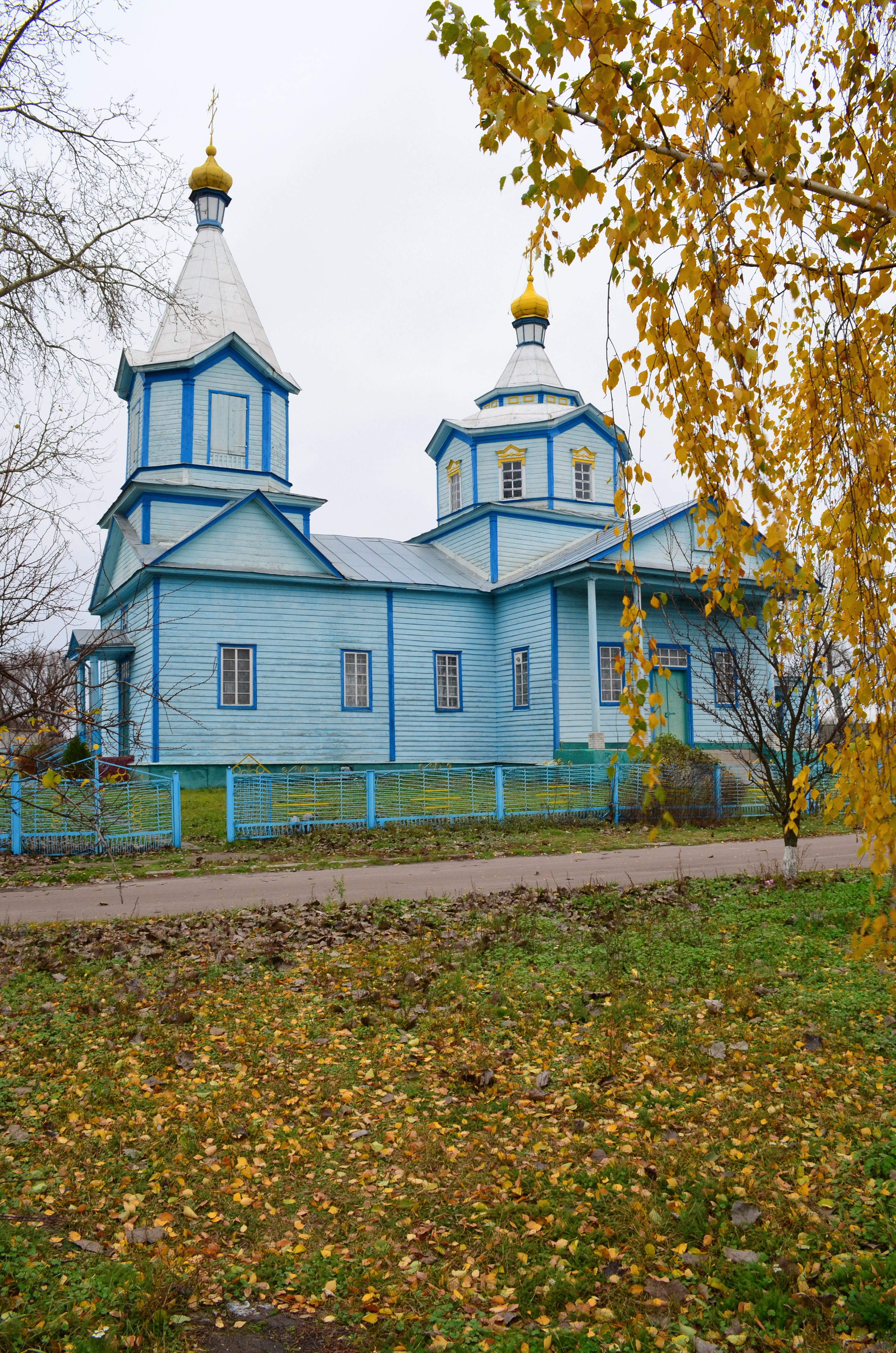
Николаевская церковь. 1863 г.

Бзов (укр. Бзів) — село, входит в Барышевскую поселковую общину Броварского района Киевской области Украины. До 2020 года входило в состав Барышевского района. Расположено на реке Ильтица.
Население по переписи 2001 года составляло 906 человек. Почтовый индекс — 07527. Телефонный код — 04576. Занимает площадь 2,82 км². Код КОАТУУ — 3220280401.

## Местный совет
07527, Киевская обл., Барышевский р-н, c. Бзов, ул. Ленина, 24, тел. (04576) 3-02-66

## Уроженцы
В селе родился актёр, народный артист СССР Александр Иванович Сердюк.